# 南翼璟
南 翼璟（ナム・イッキョン、1983年1月26日 - ）は、韓国出身の元サッカー選手。ポジションはFW。

## 経歴
2009年に李鎬鎮とともにユヴァスキュラン・ヤルカパロクルビに加入した。

## プロ経歴
- 2002年 - 2006年  浦項スティーラース
- 2007年 - 2008年  光州尚武FC
- 2009年 - 2010年  ユヴァスキュラン・ヤルカパロクルビ
- 2010年  FCハカ

## 個人成績
| チーム | シーズン | リーグ戦 | リーグ戦 | カップ | カップ | 期間通算 | 期間通算 |
| チーム | シーズン | 出場     | 得点     | 出場   | 得点   | 出場     | 得点     |
| ------ | -------- | -------- | -------- | ------ | ------ | -------- | -------- |
| JJK    | 2009     | 23       | 8        |        |        |          |          |
| FCハカ | 2010     |          |          |        |        |          |          |
| 総通算 | 総通算   | 23       | 8        |        |        |          |          |